# Götz Hillig
Götz Hillig, né le 15 février 1938 à Chemnitz et mort le 6 juin 2019 à Berlin, est un universitaire allemand. 
Il est un doctorant, professeur assistant privé d'histoire de la pédagogie, spécialiste de l'éducation communautaire et chef du laboratoire du "Makarenko-Referat" depuis 1968 à l'université de Marbourg, membre étranger de l'académie nationale ukrainienne des sciences de l'éducation, et du RAO (depuis le 23 avril 2004).
Il est l'un des principaux chercheur sur les aspects pédagogiques de l'activité, de la créativité et de la biographie d'Anton Makarenko. Il s'est engagé dans ce domaine depuis 1963, ayant maîtrisé les langues russe et ukrainienne à cette fin et devient membre du comité de rédaction de la maison d'édition de Marburg des œuvres de Makarenko.

## Sur les raisons de l'intérêt allemand pour Makarenko
L'intérêt des chercheurs allemands pour les travaux et activités scientifiques et pédagogiques de Makarenko est ancien et varié. Cela est dû au fait qu'un certain nombre de spécialistes ont développé théoriquement les questions d'éducation et de formation du travail et ont ensuite essayé de les mettre en pratique. 
Les plus célèbres d'entre eux sont :
- L'américain John Dewey [1859-1952] avec sa proposition d"école de l'expérience".
- Deux allemands : Georg Kerschensteiner [1854-1932] et son idée d'"école du travail" et Wilhelm Lay [1862-1926] avec son "école de l'action"[4].
- Stanislav Shatsky [1878-1934] avec sa colonie "La vie joyeuse".
- À côté d'eux, toute une série d'autres chercheurs russes et étrangers en matière d'éducation et de formation du travail, oubliés après la révolution d'octobre, sont également connus[5].

Cependant, Makarenko, qui semble être familier avec les principaux ouvrages mentionnés ci-dessus, est parvenu, comme le soulignent plusieurs spécialistes, à aller beaucoup plus loin :
La pédagogue Abashkina, par exemple, a effectué une analyse comparative des œuvres de G. Kershensteiner et A. Makarenko. Avec d'autres spécialistes allemands contemporains, ils s'accordent à dire que Makarenko est supérieur à Kershensteiner sur trois points. Alors que Kershensteiner insistait davantage sur les compétences professionnelles, qui sont nécessaires pour exercer une profession, Makarenko veillait à ce que ses élèves grandissent pour devenir des "rabfaks" et recevoir une éducation supérieure. Le travail chez Kershensteiner était plutôt un élément d'éducation, tandis que chez Makarenko, il s'agissait d'une véritable activité de travail ("soin du travail" et "autosuffisance" étaient les meilleurs éducateurs). Kershensteiner s'est cantonné à la maîtrise des processus technologiques tandis que Makarenko s'est élevé jusqu'à l'organisation du travail collectif (ses élèves avaient le rôle de contremaîtres, de chefs d'équipe, de concepteurs, etc.)". Toutefois, c'est Kershensteiner, qui a incarné quatre niveaux de formation professionnelle, qui a été considéré du point de vue pédagogique comme l'un des pères du "miracle allemand" (reconstruction accélérée de l'économie allemande d'après-guerre). Il est reconnu comme une légende de la pédagogie mondiale tandis que l'expérience de Makarenko, à quelques exceptions près, prend la poussière sans être réclamée sur les étagères de la plupart des écoles et des universités pédagogiques de la Communauté des États indépendants.
Il est donc compréhensible que les chercheurs allemands se soient également intéressés à un système d'éducation et de formation plus complet proposé et d'ailleurs mis en œuvre avec succès par Makarenko. 
C'est en février 1968 que les études sont initiées au sein du laboratoire "Makarenko-Referat" à Marburg (dirigé par G. Hillig, avec Z. Weitz et, depuis 1974, I. Vil); des ouvrages sans censure et autres déformations de Makarenko sont préparés et publiés. Götz Hillig est l'un de ces chercheurs allemands qui ont pris une part active à la plupart de ces entreprises.
Wolfgang Sünkel, professeur réputé de l'université d'Erlang, étudie l'héritage de Makarenko depuis 30 ans. Il a utilisé un texte biblique pour exprimer l'une des raisons de son intérêt pour l'éducateur soviétique dans la préface de ses ouvrages rassemblés "Un regard sur l'éducation" : "Anton Makarenko est un aiguillon charnel pour tout théoricien".
Hilling a étudié consciencieusement les archives et a publié un Opuscula Makarenkiana annuel. Il n'est pas exclu que, pendant la guerre froide, les recherches et les conclusions du Laboratoire de recherche en pédagogie comparée de Makarenko aient pu devenir un outil puissant de l'anticommunisme pour détruire les piliers reconnus de la pédagogie collaborative en Europe de l'Est afin de confirmer la thèse selon laquelle les modes de vie capitalistes étaient avantageux. L'un des principaux sponsors des recherches du laboratoire était - à travers l'une de ses fondations - le groupe VW. Il se pourrait que ne soit pas une coïncidence comme le fait que l'américain James Mace (en) ait été envoyé en Ukraine dans les années 1980 pour étudier l'Holodomor.

## Sur la fiabilité du travail de Hillig
À l'époque soviétique, les études étaient contrôlées par le pouvoir communiste en place. Cela n'est pas le cas pour Hillig qui n'était pas citoyen de l'URSS. Il a moins subi les interdictions idéologiques sur son étude tout autant que sur la publication de données concernant, par exemple, la communication de Makarenko avec des personnalités soviétiques condamnées plus tard  :
- La communication de Makarenko avec des personnalités soviétiques condamnées plus tard (Alexander Pogrebinsky, Vsevolod Balitski, etc.) dont la mémoire a d'abord été soigneusement détruite puis réduite au silence.
- Les origines nationales et la conscience de soi de Makarenko.
- Ses véritables préférences politiques, sa religion (il est né en 1888 - 29 ans avant la révolution d'octobre dans une famille orthodoxe)
- Etc.

Hillig, comme d'autres chercheurs occidentaux, était moins tributaire des autres restrictions de la censure soviétique comme il avait plus de possibilités et moins de restrictions pour rencontrer et communiquer avec les émigrés russes, y compris ceux qui vivaient en Europe occidentale.Par conséquent, de nombreux récits recueillis aussi par Hillig sont plus précis que d'autres : ils contiennent également des faits et des conclusions importants et peu connus sur la vie et l'œuvre de Makarenko.
Cependant, les chercheurs ukrainiens M. Hetmanets, F. Naumenko, A. A. Abarinov et V. I. Marochko qui ont travaillé avec Hillig l'ont aidé et, avec Hillig lui-même ont noté que des difficultés existaient et qu'elles étaient généralement associées aux restrictions d'admission des citoyens étrangers non seulement aux archives soviétiques mais aussi dans certaines villes de l'URSS considérées comme "fermées" à l'époque (Kharkov et Poltava, Zaporozhe et Kremenchug par exemple).

## La contribution scientifique de Hillig
Hillig met en évidence les conclusions suivantes:
- Sur l'origine et l'identité russes de Makarenko[9] : cela était connu des spécialistes de Makarenko ainsi que des écrivains comme le discours d'adieu à la disparition de Makarenko de l'Union des écrivains soviétiques de la RSSB[10] en témoigne. Cependant, pour diverses raisons, il n'a pas été mentionné dans les ouvrages imprimés des spécialistes russes et ukrainiens. C'est Hillig qui met bien évidence son origine russe.

- Le rôle de Balitsky : Hillig met en évidence le rôle du chef du GPU ukrainien en tant que mécène de la colonie Gorki autant Gorki et Makarenko lui-même comme étant l'organisateur de la commune de Dzerzhinsky. Il en va de même pour la mise en évidence de l'invitation adressée en décembre 1927 à Makarenko pour y travailler en tant que directeur. Il va y travaillé pendant six mois, va occuper deux postes avant d'être renvoyé de la colonie Gorki par la république populaire de Chine avec les mots "Le système de la colonie Gorki", dont il disait lui-même "ne nous permet pas d'y travailler". Gorki tient ses mots : "Le système de Makarenko n'est pas un système soviétique"[11]. Balitsky a également donné des instructions explicites pour que le nom de Makarenko, déjà stipulé comme trotskyste lors du procès de son ancien supérieur Akhmatov en automne 1936, soit rayé des listes.

- Sur les préférences politiques de Makarenko : Hillig met en évidence qu'elles ne sont pas du tout bolcheviques et cela avant et après la Révolution d'Octobre. Hillig montre que Makarenko avait une préférence pour les révolutionnaires sociaux[12].

- Contribution appréciable à la question des relations entre Makarenko et Pogrebinsky[13].

Au total, Hillig a publié environ trois cents articles sur Makarenko. Il est le compilateur de huit volumes de l'"édition Marburg" bilingue des Œuvres complètes du professeur-écrivain ainsi que de 25 numéros de la série internationale "Opuscula Makarenkiana", dont certains ont été préparés avec des chercheurs ukrainiens de l'héritage de Makarenko.
Malgré l'étiquette de "révisionniste" collée sur Götz Hillig par les chercheurs soviétiques (V. Kumarin par exemple) de l'héritage pédagogique, il est le premier à révéler le véritable Makarenko objectivement et en le documentant avec des sources existantes qui étaient cachées en raison de la situation politique. Il a découvert et a constamment souligné de nombreuses inexactitudes et réticences dans l'édition en huit volumes de "Makarenko, Travaux pédagogiques". Il a inspiré de par son travail de nouveaux passionnés de Russie et d'Ukraine (Nevskaya, Marochko, Tkachenko, Abarinov, Oksa et d'autres), a analysé de manière très complète les "Carnets" de Makarenko, qui étaient presque inconnus auparavant.
Götz Hillig a élargi les contacts internationaux de l'association internationale Makarenko (AMM) tout en impliquant la polonaise Mariam Bybluk, le tchèque Libor Peha, l'hongrois Arpad Petrikas dans les travaux de recherche sur Makarenko.

## Activités scientifiques, organisationnelles et coopération internationale
Pendant de nombreuses années, M. Hillig a mené de nombreuses activités scientifiques et organisationnelles au sein de l'AMM notamment en tant que vice-présidentde 1991 à 1998 et de 2002 à 2019 et président de 1998-2002,.
Il était également membre correspondant de la société Libor Pechi de Makarenko, membre étranger de l'APN d'Ukraine et de l'Académie russe de l'éducation et de plusieurs autres sociétés et associations scientifiques et pédagogiques.
Götz Hillig a proposé une conférence internationale des spécialistes de Makarenko à Oberreifenberg et l'a organisée en mai 1998. Selon Abarinov, spécialiste de Makarenko basé à Kiev, l'importance de la conférence "réside dans le fait qu'elle s'est écartée pour la première fois des canons de la comptabilité de parade et traditionnelle, fondée uniquement sur la glorification de l'image et des postulats pédagogiques de Makarenko mais qu'elle a permis aux participants de découvrir de nouvelles études sur Makarenko, de confirmer l'actualité de ses idées pédagogiques, de faire preuve d'une approche amicale et d'une volonté de coopérer à de nouvelles études sur l'héritage créatif de Makarenko".

## Anecdotes
- C'est Goetz Hillig et le français Weitz qui, en 1970, ont recherché et retrouvé le frère de Makarenko, Vitaly Semenovich Makarenko [1895 - 1983] dans une maison de retraite en France et l'ont persuadé d'écrire des mémoires sur l'enfance et l'adolescence qu'il a passées avec son frère aîné[18]. La correspondance ultérieure entre les chercheurs et V.S. Makarenko, notamment dans le but d'obtenir des compléments et de corriger des détails des mémoires, a duré jusqu'à son décès en 1983. Les premiers textes issus des mémoires ont été publiés dans le numéro suivant de "Opuscula Makarenkiana" en 1973, et dans leur intégralité après 1983[19]. Malgré certaines critiques à l'égard de ces mémoires, ils étaient et restent une source inestimable pour les études historiques et biographiques concernant Makarenko sur un certain nombre de questions importantes.
- Pendant de nombreuses années, Goetz Hillig et Valentin Kumarin ont été unis par des intérêts scientifiques communs et une amitié[18] jusqu'au départ de ce dernier. Curieusement, les deux savants avaient, à différentes occasions, maîtrisé parfaitement les langues de l'autre pays. Hilig parle russe et ukrainien tandis que Kumarin a appris allemand. Cela leur a été d'une grande aide lorsqu'ils ont visité et travaillé en Russie et en Ukraine, et, respectivement, en RDA et en RFA.
- En travaillant sur des sources en ukrainien, Goetz Hillig a appris les bases de la langue ukrainienne, connaissait plusieurs centaines de mots et a écrit l'article "Les souffrances du "zavkol" ukrainisé".
- Ceux qui ont connu Götz Hillig sont unanimes à noter sa remarquable modestie. Il ne s'est jamais plaint du petit budget (par rapport aux normes occidentales) de ses recherches, ce qui se reflète dans le fait que Hillig, en URSS et même après 1991, logeait avec des collègues dans des appartements plutôt que dans des hôtels. En même temps, cela était également dû au fait qu'en URSS, les étrangers des pays capitalistes ne pouvaient pas visiter un certain nombre de villes "fermées" : il était impossible pour les étrangers de s'enregistrer dans les hôtels de ces villes. Certaines indulgences à cet égard n'ont commencé qu'à la fin des années 1980 et au début des années 1990.
- Il était très frugal ; tous ceux qui le connaissaient le voyaient depuis des années dans la même veste et avec le même sac rempli jusqu'en haut de documents, de journaux, de copies, de livres et de médicaments (car il était malade). Cela ne l'a pas empêché d'apporter de beaux souvenirs à ses collègues de la communauté Makarenko[15].

## Articles
- Hillig, Goetz, Makarenko et le pouvoir.
- Hillig, G., Oksa N. N, A l'histoire de l'émergence de la colonie M. Gorky.
- Hillig, Goetz. A. S. Makarenko et V. A. Balitsky, Deux compagnons d'armes au service de la GPU ukrainienne.
- Hillig, Goetz, A. S. Makarenko et la Commune de Bolchevsk.
- Hillig, Goetz, Marianne Krueger Potratz. La deuxième naissance" de A. S. Makarenko. Un processus de reconstruction de lui en tant qu'enseignant.
- Hillig, Goetz, Sur la question de la conscience nationale de Makarenko.
- Hillig, Goetz, Comment Makarenko a découvert la famille. Sur l'histoire de la création et les effets du "Livre pour les parents".
- Alexander Abarinov, Goetz Hillig, Le procès par le pouvoir. La période Kiev de Makarenko.
- Hillig, Goetz, Argent de poche pour pickpockets.
- Aleksandr Abarinov, Goetz Hillig, Le critique vicieux A. Makarenko.
- Hillig, Goetz. Anton Makarenko - Margarita Barskaya, Sur les traces d'une amitié extraordinaire.
- Hillig, Goetz. La colonie M. Gorky. M. Gorky - La scène du laboratoire et de l'éducateur d'A. S. Makarenko.
- Makarenko uber alles !  - Une des interviews de Hilling en Ukraine.
- Hillig, Goetz, A la recherche du vrai Makarenko.

## Famille
Goetz Hillig était marié. Sa femme était Ulrike Hillig (Wagner), une endocrinologue. Ils ont eu trois fils.